# Hasselt
Hasselt város Belgium Flandria régiójának Limburg tartományában, annak székhelye.

## Történelem
A várost a 7. században alapították. 1232-ben hivatalosan is városi rangot kapott IV. Arnoldtól. 1794-ben az ország többi részével együtt Franciaország része lett. Napóleon veresége után 1815-ben Hollandia ellenőrzése alá került a terület. 1830-ban, amikor Belgium független lett, Hasselt Limburg tartomány átmeneti székhelye lett. 1839-ben végül hivatalosan is Hasselt lett Limburg központja.

## Látnivalók
- Szent Quintinus katedrális
- Városi Harangjáték Múzeum (a katedrális harangtornyában)
- Grote Markt
- Stadhuis (városháza)

## Közlekedés
Hasselt a térség fontos közlekedési csomópontja. Az E313-as autópálya, mely Antwerpent és Liége-t köti össze, egy körgyűrűvel kerüli el a várost. Ezenkívül van még egy belső körgyűrű is, amely arra szolgál, hogy a forgalom elkerülje a városközpontot.
A város vasúton is megközelíthető, a vasútállomás a városközpontban van.
Ingyenes a tömegközlekedés (buszok) a városban.

## A város híres lakói
- Hendrik van Veldeke, az első név szerint ismert németalföldi író (kb. 1140-kb. 1190)
- Adrien de Gerlache, a Belga Haditengerészet tagja, valamint a kétéves belga antarktiszi expedíció vezetője (1866-1934)
- Willy Claes, politikus és NATO-főtitkár(sz. 1938)
- Guy Bleus, művész (sz. 1950)
- Steve Stevaert, politikus (sz. 1954)
- Axelle Red, énekes-dalszerző (sz. 1968)
- Max Verstappen, autóversenyző (sz. 1997)

## Külső hivatkozások
- Hasselt
- Limburg tartomány honlapja
- Divatmúzeum honlapja